# Lawrence Weingarten
Lawrence Weingarten (ur. 30 grudnia 1897 w Chicago, zm. 5 lutego 1975 w Los Angeles) – amerykański producent filmowy, nominaowany do Oscara w roku 1959 za film Kotka na gorącym blaszanym dachu.
Jego ostatnim filmem był film Nieznośne lata wyprodukowany w 1968 roku, w tym samym roku zakończył karierę i przeszedł na emeryturę.
W roku 1974 został uhonorowany Nagrodą im. Irvinga G. Thalberga.
Weingarten zmarł w wieku 78 lat na białaczkę.

## Filmy
- 1928: Człowiek z kamerą
- 1929: Melodia Broadwayu
- 1931: Ulice Nowego Yorku
- 1933: Kiedy kobiety się spotykają
- 1936: Bratowa
- 1936: Romantyczna pułapka
- 1937: Koniec pani Cheyney
- 1938: Dwaj rywale
- 1939: Bałałajka
- 1943: Escape
- 1945: Bez miłości
- 1949: Żebro Adama
- 1952: Pat i Mike
- 1953: Aktorka
- 1954: Rapsodia
- 1956: Jutro będę płakać
- 1958: Kotka na gorącym blaszanym dachu
- 1961: Miłosna ruletka
- 1962: Okres przygotowawczy
- 1964: Niezatapialna Molly Brown
- 1968: Nieznośne lata